# محمد باشا الطيار
محمد باشا الطيار الربيعي (بالتركية الحديثة: Tayyar Mehmed Paşa) ـ (توفي في 24 ديسمبر 1638) هو صدر أعظم عثماني، تولى الصدارة العظمى لفترة وجيزة (من 27 أغسطس إلى 24 ديسمبر 1638) في عهد السلطان مراد الرابع. لقب بالطيار لسرعته في العمليات الحربية.

## بواكير حياته
ولد في لاديك قرب البحر الأسود ،حيث كان والده يعمل جنديا في الجيش العثماني ووالذي أنتقل الي الأناضول من مدينة الكوت في ولاية بغداد ، وعمل كتخدا للصدر الأعظم الداماد نصوح باشا. وبعد وفاة السلطان عثمان الثاني، شارك في تمرد أباظة محمد، غير أنه انقلب عليه في معركة قيصرية سنة 1624، وعُين لاحقًا بكلربك لمنطقة ديار بكر (في جنوب تركيا الحالية).

## صدارته العظمى
أثناء الحرب العثمانية الصفوية (1623-1639)، وبينما كان السلطان مراد الرابع يسعى للاستيلاء على بغداد، توفي الصدر الأعظم بيرم باشا في الطريق إلى بغداد، فعهد السلطان بالصدارة العظمى إلى محمد باشا الطيار، الذي كان آنذاك قائدًا لحامية الموصل.

### مصرعه
دام حصار بغداد أكثر من أربعين يومًا، وكان محمد باشا يقود الحصار بحذر تقليلًا للخسائر. غير أن السلطان ـ الذي كان يتعجل فتح المدينة ـ وبخ محمد باشا، فقرر الأخير شن هجوم عام شارك فيه بنفسه في 24 ديسمبر 1638. ورغم نجاح الهجوم، إلا أن محمد باشا لقي مصرعه أثناء القتال، فحزن السلطان لمصرعه. وقد كان محمد باشا الطيار ثالث صدر أعظم عثماني يلقى مصرعه أثناء القتال (بعد علي باشا الخادم (قُتل سنة 1511) وسنان باشا الخادم (قُتل سنة 1517)). ومن المفارقات أن أباه أيضًا كان قد قُتل عند أسوار بغداد أثناء حصار العثمانيين لها سنة 1625.